# Saracens F.C.
Saracens F.C. är ett engelskt rugby union-lag som grundades 1876 och spelar i högsta ligan (Gallagher Premiership) i England. Saracens F.C. spelar sina hemmamatcher på StoneX Stadium som ligger i Hendon, Storlondon.
Saracens grundades av före detta elever från Philological School i  Marylebone i London. Klubbens namn betyder ungefär saracenerna, och togs från namnet som användes på mellanösterns muslimer under korstågen. De motiverade namnet med uthålligheten, entusisasmen och den upplevda oövervinnligheten när muslimernas ledare Saladin besegrade korsfararstaterna på 1100-talet. Dessutom kallade sig den lokala konkurrenten för Crusaders, alltså "korsriddarna", år 1878 valde Crusaders att uppgå i Saracens. 
Saracens F.C:s emblem är en månskära med stjärna, två symboler som var vanliga i Anatolien och kom att förknippas med Osmanska riket och islam. De återfinns i bland annat Turkiets och Tunisiens flaggor.